# Менендес, Леопольдо
Леопольдо Менендес Лопес (исп. Leopoldo Menéndez López; 1891—1960 или 1965, Мексика) — испанский военачальник, генерал. Участник Гражданской войны 1936—1939.

## Офицер
Пехотинец, офицер Генерального штаба, по политическим взглядам — республиканец. Его брат Артуро Менендес, капитан авиации и также республиканец, в начале 1930-х годов был генеральным директором службы безопасности (при военном министре Мануэле Асанье), руководил подавлением восстания генерала Хосе Санхурхо («санхурхады») в 1932. В начале гражданской войны Артуро Менендес был арестован в Калатаюде офицерами-националистами (у него обнаружили списки сочувствовавших республике военных, с которыми он хотел установить контакты), отправлен в Сарагосу, а затем в Памплону, где расстрелян.
Как и Артуро, Леопольдо Менендес входил в число ближайших сотрудников Асаньи — после провозглашения Испании республикой в 1931 он был назначен его помощником в военном министерстве. Летом 1936, в начале гражданской войны, в чине майора командовал батальоном охраны президента Асаньи, в этом качестве участвовал в подавлении выступления военных-националистов в Мадриде 19-20 июля 1936.
С августа 1936 — заместитель военного министра, затем был назначен начальником штаба войск в секторе Монторо в районе Кордовы, позднее занимал аналогичные посты в 20-м корпусе и в объединённых армии Манёвра и армии Леванта. Участвовал в боях против националистов под Теруэлем и Маэстразго.

## Командующий армией Леванта
В 1938 был произведён в генералы и назначен командующим армией Леванта, занимал этот пост до конца войны. Ему была поручена защита Валенсии в крайне неблагоприятной для республиканцев ситуации. Войскам генерала Менендеса, насчитывавшим 40-50 тысяч человек, летом 1938 противостояла армия националистов численностью свыше 150 тысяч человек. В этих условиях республиканский генерал успешно использовал особенности рельефа местности — наличие горных хребтов, которое способствовало обороне. Кроме того, армия Леванта была вооружена советскими и датскими пулемётами, которые были успешно использованы — поэтому Валенсийское сражение называли «Пулемётной битвой».
В течение полутора месяцев националисты смогли продвинуться лишь на 40-70 км (в том числе заняв город Кастельон-де-ла-Плана), но они так и не прорвали оборону армии Леванта, которая отступала медленно и с упорными боями. По словам историка Хью Томаса, «силы республики под командованием генерала Менендеса сопротивлялись умело и мужественно». При мощной поддержке авиации и артиллерии националистам удалось прорваться к горному массиву Сьерра-де-Эспадан, где, как свидетельствует Томас, «линия обороны была продумана блистательно и с выдумкой». Там фронт был стабилизирован, националисты понесли тяжёлые потери.

Российский историк С. Ю. Данилов также дал высокую оценку действиям Менендеса в этот период: 

Защитники Валенсии умело опирались не только на горные хребты, но и на заранее построенные добротные укрепления, о возведении которых заблаговременно позаботился одарённый и добросовестный генерал Менендес… Три линии укреплений были построены очень грамотно и удачно дополняли местный рельеф.

К марту 1939 армия Леванта сохраняла свою боеспособность и продолжала прикрывать Валенсию. Однако многие республиканские военачальники после занятия националистами Каталонии утратили всякую надежду на победу. Когда в начале марта командующий армией Центра полковник Касадо выступил против правительства Хуана Негрина и инициировал создание нового органа власти — Хунты национальной обороны, то Менендес выступил на его стороне. По данным С. Ю. Данилова, генерал «повёл себя достойно — он не допустил расправы над арестованными коммунистами и даже выступил посредником между ними и Хунтой».

## Эмигрант
После окончания войны генерал Менендес эмигрировал в Лондон. Затем жил в Мексике, где и скончался.